# Capilla de Cristo (Boise)
La Capilla de Cristo (en inglés: Christ Chapel) (antes conocida como iglesia episcopal de San Miguel) es una histórica capilla en Broadway en Campus Drive en Boise, Idaho, Estados Unidos, específicamente en el campus de la Universidad Estatal de Boise. Es uno de los edificios más antiguos de la iglesia en el estado. El edificio neogótico fue construido en 1866 como un edificio de la Iglesia Episcopal. Además de servir como una iglesia, el edificio fue utilizado como casa escolar para la Escuela Santa Margarita, que fue fundada en 1892. La Escuela Santa Margarita finalmente se convirtió en Boise Junior College (ahora Universidad Estatal de Boise) en 1932.
En 1963, la Sociedad Histórica Capilla Cristo fue fundada para restaurar la Capilla de Cristo y fue movida al campus, donde permanece en la actualidad. La capilla fue introducida en el Registro Nacional de Lugares Históricos en 1974 y se utiliza a menudo para las bodas. La Sociedad Histórica continúa siendo el propietario del edificio.